# دیوید یوجین اسمیت
دیوید یوجین اسمیت (به انگلیسی: David Eugene Smith) (زاده ۲۱ ژانویه ۱۸۶۰ در کورتلند-درگذشته ۲۹ ژوئیه ۱۹۴۴ در نیویورک) تاریخ‌نگار ریاضیات اهل آمریکا بود.

## زندگی‌نامه
او در دانشگاه سیراکیوز تاریخ هنر و زبان‌های کلاسیک و عبری آموخت و در سال ۱۸۸۱ درجه دکترا را از همان دانشگاه دریافت کرد. او در میشیگان شغل معلم ریاضی را به دست آورد و پس از مدتی مدیر مدرسه شد. از سال ۱۹۰۱ در دانشگاه کلمبیا به تدریس مشغول شد و تا بازنشستگی‌اش در سال ۱۹۲۶ در همان دانشگاه باقی‌ماند. او به «انجمن جهانی آموزش ریاضیات» که بوسیله فلیکس کلاین بنیانگذاری شده بود علاقه فراوان داشت و از سال ۱۹۰۱ تا ۱۹۲۰ معاون و سپس از سال ۱۹۲۸ تا ۱۹۳۲ رئیس این انجمن شد. او کتاب فلیکس کلاین، «مسائل هندسه» را به انگلیسی برگرداند. وی همچنین کتابخانه دار ریاضی پرشور و حرارتی بود و با علاقه فراوان به جمع‌آوری کتابهای ریاضیات می‌پرداخت. کتابخانه او در دانشگاه کلمبیا ۱۱۰۰۰ جلد کتاب داشت. او همچنین بسیار به ریاضیات هند و ریاضیات قرون وسطی در خاورمیانه علاقه داشت. اسمیت مدت زمان درازی جزو ناشران «ماهنامه ریاضیات آمریکا» بود. او جزو بنیانگذاران «جامعه تاریخ دانش آمریکا» نیز بوده‌است.
در ۱۹۳۳ به پاس چاپ رساندن رباعیات خیام، نشان افتخاری دریافت‌کرد.

## آثار
- The Hindu-Arabic Numerals (1911), with Louis Charles Karpinski
- History of Modern Mathematics (1896; as a separate work, 1910) Cornell Historical Math Monographs
- A Bibliography on the Teaching of Mathematics (1912), with Charles Goldziher Number Stories of Long Ago (1919)